# São Roque do Canaã
São Roque do Canaã är en kommun i Brasilien.   Den ligger i delstaten Espírito Santo, i den sydöstra delen av landet, 900 km sydost om huvudstaden Brasília. Antalet invånare är 11 287.
Omgivningarna runt São Roque do Canaã är huvudsakligen savann. Runt São Roque do Canaã är det ganska tätbefolkat, med 54 invånare per kvadratkilometer.